# Hendrik van Loghem
Hendrik van Loghem (Deventer, 7 mei 1808 - aldaar, 8 december 1881) was een Nederlands bestuurder.
Van Loghem was een Overijssels liberaal buitengewoon Tweede- en Eerste Kamerlid. Na aan de Leuvense rechtsfaculteit te hebben gestudeerd werd hij meester in de rechten. Hij was in de periode tussen 1833 tot en met 1846 gemeentesecretaris bekleed te Deventer, en werd in 1846 benoemd tot burgemeester van die plaats. Hij steunde in 1848 als buitengewoon lid van de Dubbele Kamer der Staten-Generaal de liberale Grondwetsherziening van 1848. Hij heeft om medische redenen in 1853 het burgemeesterschap neergelegd en vervolgens van 1861 tot en met 1877 als rechter gefungeerd.
Hij huwde te Deventer 14 maart 1839 met Catharina Christina van Delden en kreeg twee dochters. Van Loghem trouwde na het overlijden van zijn eerste echtgenote in 1861 met Maria Antonia Everwijn en kreeg met haar een dochter, vernoemd naar zijn eerste vrouw: Catharina Christina van Loghem. 
Hij werd in 1881 bijgezet in het familiegraf Van Delden van zijn eerste echtgenote op de Oude Begraafplaats aan de Diepenveenseweg te Deventer.
- Biografisch Portaal: 37071244
- Digitale Bibliotheek voor de Nederlandse Letteren: logh003
- International Standard Name Identifier: 0000 0003 9207 8982
- Nederlandse Thesaurus van Auteursnamen: 072009322
- Parlement.com: vg09ll2zb4ui
- Virtual International Authority File: 286075851
- WorldCat: E39PBJgt6v8fFqdmf3vXf6yDbd